# ウルリケ (小惑星)
ウルリケ (885 Ulrike) は小惑星帯の小惑星。1917年9月23日、クリミア半島のシメイズでロシアの天文学者セルゲイ・イワノヴィチ・ベリャフスキーが発見した。
名前の由来については、ヨハン・ヴォルフガング・フォン・ゲーテが晩年に恋した少女ウルリーケ・フォン・レヴェッツォ (de:Ulrike von Levetzow) だという説と、ジュゼッペ・ヴェルディのオペラ『仮面舞踏会』に登場する女占い師ウルリカ (Ulrica) だという説がある。